# Carlos Hidalgo González
Carlos Hidalgo González (10 de junio de 1955) es un empresario y político chileno.
Fue diputado entre 2002 y 2006 por la Región de Valparaíso.

## Datos biográficos
Nació el 10 de junio de 1955.
Está casado.
Realizó sus estudios secundarios en el Liceo Guillermo Feliú Cruz de Santiago y los superiores, en la Universidad Adolfo Ibáñez (UAI), donde estudió Dirección y Gestión Servicios; en la Universidad de los Andes (Uandes), donde estudió Alta Dirección de Empresas y Estudios Superiores de la Empresa; y en la Universidad Mayor (UM), donde hizo un posgrado en Relaciones Económicas Internacionales.
Es empresario y ha desarrollado el ejercicio libre de la profesión.
Se postuló como candidato a diputado Independiente, en el Pacto Alianza por Chile; posteriormente ingresó al partido Renovación Nacional (RN).
En diciembre de 2001 fue elegido diputado, en representación Independiente, en el Pacto Alianza por Chile, por el distrito N.º 15, correspondiente a las comunas de Casablanca,
San Antonio, Cartagena, El Tabo, El Quisco, Algarrobo y Santo Domingo, de la V Región de Valparaíso, para el período 2002-2006. 
Integró la Comisión Permanente de Hacienda; la de Economía; la de Obras Públicas, Transportes y Telecomunicaciones y la de Ciencias y Tecnología.
Miembro de la Comisión Especial Mixta de Presupuestos y de la Comisión y Especial de la Pequeña y Mediana Empresa (PYME).

## Historial electoral

### Elecciones parlamentarias de 2001
- Elecciones parlamentarias de 2001, distrito 15 (Algarrobo, Cartagena, Casablanca, El Quisco, El Tabo, San Antonio y Santo Domingo).[1]

### Elecciones parlamentarias de 2005
- Elecciones parlamentarias de 2005, distrito 15 (Algarrobo, Cartagena, Casablanca, El Quisco, El Tabo, San Antonio y Santo Domingo).[2]